# Adrian Nikci
Adrian Nikçi (* 10. November 1989 in Sarajevo, SFR Jugoslawien) ist ein Schweizer Fussballspieler, der auch die Staatsangehörigkeit des Kosovos besitzt. Der Mittelfeldspieler stand zwischen Juni 2018 und Sommer 2020 beim FC Schaffhausen unter Vertrag.

## Vereinskarriere
Nikci begann 1995 beim FC Uster mit dem Fussballspielen. Nach sechs Jahren verliess er den Verein Richtung Zürich.

### FC Zürich
Er wechselte im Januar 2002 in die Jugendabteilung des FC Zürich, mit der er 2008 den Blue Stars/FIFA Youth Cup gewann. Zur Saison 2008/09 wurde der Mittelfeldspieler in die erste Mannschaft des FCZ aufgenommen. Zudem spielte er in dieser Saison 34-mal und erzielte dabei vier Tore. Er wurde in dieser Saison Schweizer Meister.

### Hannover 96
Zur Saison 2012/13 verpflichtete Hannover 96 Nikci. Er unterschrieb bei den Niedersachsen einen Dreijahresvertrag bis zum 30. Juni 2015. Bei seinem ersten Spiel für 96 erzielte er den 2:2-Endstand gegen den FC Schalke 04. Ende September 2012 erkrankte Nikci an einer Hirnhautentzündung. Nach fast zwei Wochen wurde er wieder aus dem Spital entlassen. Aufgrund von diversen Verletzungen, Krankheiten und Rückfällen in der Reha kam er nur auf vier Bundesligaeinsätze und vier Einsätze in der Europa League. Im Januar 2014 wurde er für die restliche Saison an den FC Thun ausgeliehen. Kurz zuvor war er von Hannovers neuem Trainer Tayfun Korkut aus dem Kader gestrichen worden.

## Nationalmannschaft
Nikci gehörte der Schweizer U-21-Nationalmannschaft an. Sein letztes Spiel für die Auswahl machte er am 11. August 2010 gegen die griechische U-21.

## Spielweise
Nikci wird vor allem wegen seiner enormen Schnelligkeit geschätzt. In der Schweiz galt er mit dem Ball am Fuss als schnellster Spieler der Liga. Hannovers ehemaliger Sportdirektor Jörg Schmadtke sagte über den Einkauf: «Adrian Nikci ist ein Spieler mit Potenzial, dem wir aus voller Überzeugung zutrauen, sich in der Bundesliga durchzusetzen. Er hat uns durch seine Beidfüssigkeit und seine Schnelligkeit überzeugt, in Zürich hat er zuletzt auf der linken Aussenbahn agiert.»

## Erfolge
FC Zürich
- Blue Stars/FIFA Youth Cup: 2008
- Schweizer Meister: 2009